# Philipp Fuchs
Philipp Fuchs (* 24. März 1859 in Weinheim; † 1. Februar 1931) war ein deutscher Verwaltungsbeamter und Richter.

## Leben
Philipp Fuchs studierte Rechtswissenschaften an den Universitäten Freiburg und Leipzig. 1879 wurde er Mitglied des Corps Suevia Freiburg. Nach dem Studium und der Promotion zum Dr. jur. 1883 wurde er Rechtspraktikant und 1886 Referendär in Rastatt. 1888 wurde er zum zweiten Bürgermeister von Baden-Baden ernannt. 1891 wurde er Amtmann und 1893 Oberamtmann in Mannheim. Von dort wechselte er 1893 als Amtsvorstand zum Bezirksamt Schönau. 1897 wechselte er in den Justizdienst und wurde Amtsrichter in Eppingen. Von 1902 bis 1920 war er Oberamtsrichter in Karlsruhe und zuletzt bis zu seiner Pensionierung 1925 Amtsgerichtsdirektor in Heidelberg, wo er bis zu seinem Tod lebte.

## Auszeichnungen
- Ritterkreuz 1. Klasse des Ordens vom Zähringer Löwen, 1905
- Kriegsverdienstkreuz, 1916